# Уэйтерс, Тони
Э́нтони Кит (То́ни) Уэ́йтерс (англ. Anthony Keith "Tony" Waiters; 1 февраля 1937, Саутпорт, Мерсисайд — 10 ноября 2020) — английский футболист и футбольный тренер. Наиболее известен как игрок английского клуба «Блэкпул». Дважды занимал пост главного тренера сборной Канады, которую впервые вывел в финальную часть чемпионата мира по футболу. Во главе клуба «Ванкувер Уайткэпс» выиграл чемпионат САФЛ.

## Клубная карьера
Уэйтерс начал свою карьеру как любитель с клубом из Северной региональной лиги, «Бишоп Окленд», позже перешёл в «Маклсфилд Таун» в 1958 году. Он был вызван в любительскую сборную Англии в 1959 году. В том же году он был замечен менеджером «Блэкпула», Роном Стюартом, и подписал контракт с клубом, дабы заменить уже не молодого Джорджа Фарма. Став профессионалом, сыграл более чем 250 матчей за «Блэкпул». Он также сыграл пять матчей за сборную Англии в 1964 году, так как Альф Рамсей искал сменщика для Гордона Бэнкса на победный для Англии Чемпионат мира 1966. Несмотря на то, что Уэйтерс входил в предварительный состав (40 игроков), в конечном счете он не был взят в окончательный состав. Уэйтерс ушёл из «Блекпула» в 1967 году, так как команда вылетела из первого дивизиона. Учась на тренера, он работал в Футбольной Ассоциации на региональном уровне и в программе развития молодёжного футбола Ливерпуля до переезда в «Бернли». В 1970 году из-за травмы вратаря «Бернли», Питера Меллора, Уэйтерс попал в основной состав. После ещё почти 40 выступлений он, наконец, повесил бутсы на гвоздь в 1972 году.

## Тренерская карьера
Уэйтерс начал тренерскую карьеру с молодёжной сборной Англии и привел её к победе в Чемпионате Европы в Италии (1973). Позже он стал тренером «Плимут Аргайл» и привёл его к чемпионству в Третьем дивизионе, а следовательно, и к повышению в классе в 1975 году. Он взял под свою опеку «Ванкувер Уайткэпс» в 1977 году и привёл его к победе над «Нью-Йорк Космос» в Соккер Боул и к чемпионству NASL в 1979 году.
Во главе сборной Канады Уэйтерс достиг четвертьфинала на Олимпийских играх 1984 года. На Чемпионате мира 1986 Канада дебютировала в матче с Францией, всё шло к нулевой ничьей, но французы на последних минутах вырвали победу с минимальным счётом. Команда проиграла свои две оставшиеся игры и вылетела из группы без единого очка. Уэйтерс после этого ушёл из сборной, но вернулся в 1990 году.
Уэйтерс писал книги о футбольных навыках и тренировках. Он был введён в Канадский Футбольный Зал славы за тренерские заслуги в 2001 году.
Уэйтерс образовал компанию «Мир футбола» — в 1980-х годах, создав полную серию книг о тренерстве и футбольном снаряжении. С 2000 года он вывел «Мир футбола» на новый уровень, создав Byte Size Coaching — простой, но всеобъемлющей сайт для фанатов, тренеров и волонтёров. Этот сайт в настоящее время используют более чем 350 клубов из Канады, США, Великобритании, Австралии и Сингапура. Byte Size Coaching был создан, чтобы помочь местным клубам и футбольным ассоциациям находить хороших тренеров.
Уэйтерс продолжал тренировать детей и молодёжь. Он был назначен первым директором Национальной Футбольной Тренерской Ассоциации (NSCAA) Института Вратарей, ушёл в отставку в 2006 году. Он был почётным членом NSCAA.